# Нововодяне (Кропивницький район)
Новово́дяне — село в Україні, у Суботцівській сільській громаді Кропивницького району Кіровоградської області. Населення становить 148 осіб.

## Населення
Згідно з переписом УРСР 1989 року чисельність наявного населення села становила 184 особи, з яких 80 чоловіків та 104 жінки.
За переписом населення України 2001 року в селі мешкало 148 осіб.

### Мова
Розподіл населення за рідною мовою за даними перепису 2001 року:
| Мова       | Відсоток |
| ---------- | -------- |
| українська | 93,92 %  |
| російська  | 4,05 %   |
| білоруська | 2,03 %   |